# Hoppalång
Hoppalång är en åkattraktion i nöjesparken Liseberg i Göteborg, Sverige. Attraktionen riktar sig främst till barn och är placerad i Lisebergs barnområde Kaninlandet. Attraktionen invigdes, tillsammans med övriga attraktioner i Kaninlandet, 27 april 2013, samma dag som nöjesparken öppnade för säsongen.
Attraktionen består av sex gondoler som färdas runt attraktionens mitt med hoppande rörelser. Varje gondol har plats för fyra barn, eller två barn och en vuxen. Attraktionen är tillverkad av Italienska Zamperla och finns i andra nöjesparker världen över och med olika utseende på gondolerna. I parken Särkänniemi i finska Tammerfors finns samma typ av attraktion, med namnet Angry Birds Ride och som har gondoler utformade som röda fåglar ur spelet Angry Birds. I andra nöjesparker finns attraktionen med gondoler utformade som bilar, cowboystövlar, grodor, båtar, flygplan, med mera.